# Pamětní deska Wilhelma Hagera
Pamětní deska Wilhelma Hagera je umístěna na domě v Karlových Varech, městské části Tuhnice. Připomíná karlovarského rodáka, akad. sochaře a malíře Wilhelma Hagera (1921–2006), který v zahraničí patří k uznávaným sochařům a malířům, v České republice je však téměř neznámý.

## Kdo byl Wilhelm Hager
Narodil se 26. května 1921 v obci Donitz, později Tuhnice, v městské části Karlových Varů, do německé rodiny Josefa a Margarety Hager. Rodiče měli blízko k umění, oba pracovali v městském divadle. Otec, jako umělecký řemeslník, vytvářel jevištní scény, stavěl a maloval kulisy, a matka pracovala nejdříve jako šatnářka a později se vypracovala na suflérku.
Wilhelm chodil v Tuhnicích do obecné školy, pak navštěvoval měšťanku, jejíž budova dosud stojí na náměstí Dr. Milady Horákové, poté v Karlových Varech absolvoval odbornou průmyslovou školu pro porcelán a chtěl dalším vzděláním pokračovat v cestě za uměním. Plány mu však překazila 2. světová válka, kterou prožil jako voják Wehrmachtu. V Itálii získal možnost seznámit se s moderním světovým uměním, jehož prezentace byla tehdy v nacistickém Německu z velké části zakázána. Některé jeho obrazy malované v roce 1944 pod vlivem nových dojmů pobouřily jeho nadřízené, byl degradován a uvězněn ve vojenském vězení v Miláně. Po konci války, jako 24letý mladík, odvážným způsobem opustil Karlovy Vary a přešel na Západ. Tam vybudoval svoji významnou uměleckou kariéru. Zemřel 14. října 2006.

## Vznik pamětní desky

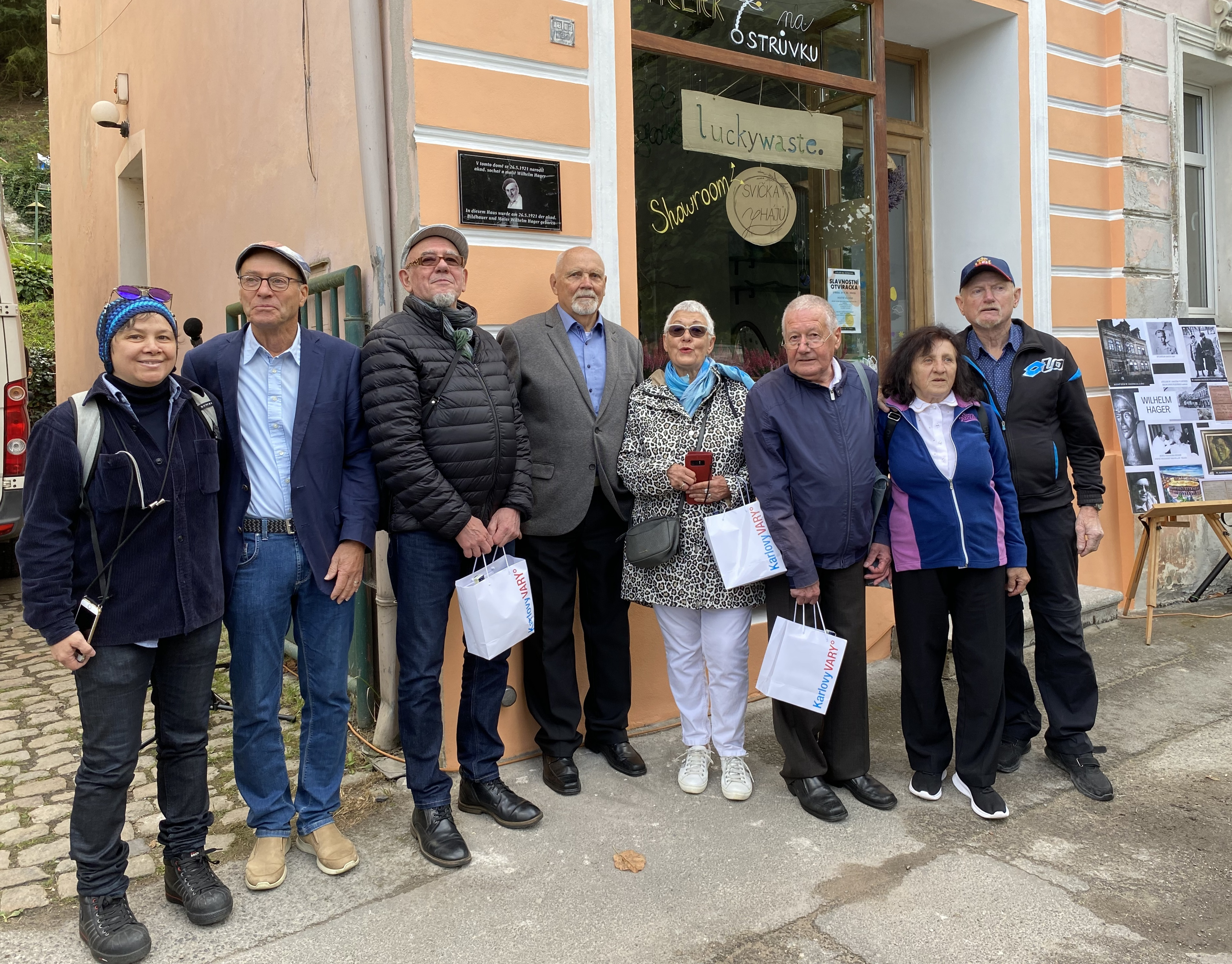
Členové Hagerovy rodiny po odhalení pamětní desky, uprostřed její autor Jindřich Nový

K činnostem komunitního spolku Žijeme TUhnice z.s. patří i bádání v minulosti této karlovarské městské části. Jedním z nadšených badatelů je regionální historik a karlovarský patriot Jindřich Nový. V květnu 2022 zjistil, že se v marktredwitzkém muzeu koná výstava prací s názvem „Akademický sochař a malíř Wilhelm Hager“, a že tento renomovaný umělec byl karlovarský rodák. Se svým přítelem Ladislavem Helsnerem, též členem spolku Žijeme TUhnice, začali o umělci zjišťovat bližší informace.
Bádání pak pokračovalo v archivech. Společně navštívili marktredwitzké muzeum a poznali se s jeho ředitelem, který jim poskytl kontakty na Hagerovy děti. S nimi se následně potkali v Karlových Varech. Získali tak možnost nahlížet do části rodinného archivu, včetně vzácného deníku, který psal Wilhelm Hager jako voják. Deník, který obsahuje cenné informace, rodina objevila až po umělcově smrti. Ladislav Helsner deník přeložil do češtiny a vydal tiskem v několika exemplářích. Deník mj. dokazuje, že Wilhelm Hager svými názory nepatřil mezi stoupence fašismu, ale naopak. Tuto skutečnost podpořil i svými pracemi.

## Popis a umístění díla
Skleněná pamětní deska o rozměrech 25x40 cm je osazena na Hagerově rodném domě v Karlových Varech, městské části Tuhnice, v ulici Plzeňská 1429/107. Byla vyrobena podle návrhu Jindřicha Nového pražskou společností Barevná Skla, s.r.o., a osazena na náklady sdružení Žijeme TUhnice z.s.
Nese umělcovu podobiznu a nápisy v obou jazycích, češtině i němčině:
V tomto domě se 26. 5. 1921 narodil
akad. sochař a malíř Wilhelm Hager

In diesem Haus wurde am 26. 5. 1921
der akad. Bildhauer und Maler Wilhelm Hager geboren

Byla odhalena dne 23. září 2023 v 11 hodin za účasti asi padesáti osob. Kromě obou badatelů Jindřicha Nového a Ladislava Helsnera a předsedy spolku Žijeme TUhnice z.s. Lukáše Květoně se aktu zúčastnili příslušníci umělcovy rodiny, dcera Margarete Schmid-Hager, synové Reinhard Hager a Marcel Hager a několik dalších. Přítomni byli též ředitel karlovarské Galerie umění Jan Samec, ředitel Egerlandmusea v Marktredwitzu Volker Dittmar, čestný člen Rotary klubu Karlovy Vary Ivan Thýn a za Euregio Egrensis Roman Stratil. Pamětní desku odhalily dcera Wilhelma Hagera, paní Margarete Schmid-Hager, společně se starostkou Karlových Varů A. P. Ferklovou.

## Galerie

Umělcův rodný dům (Plzeňská 1429/107, Tuhnice)
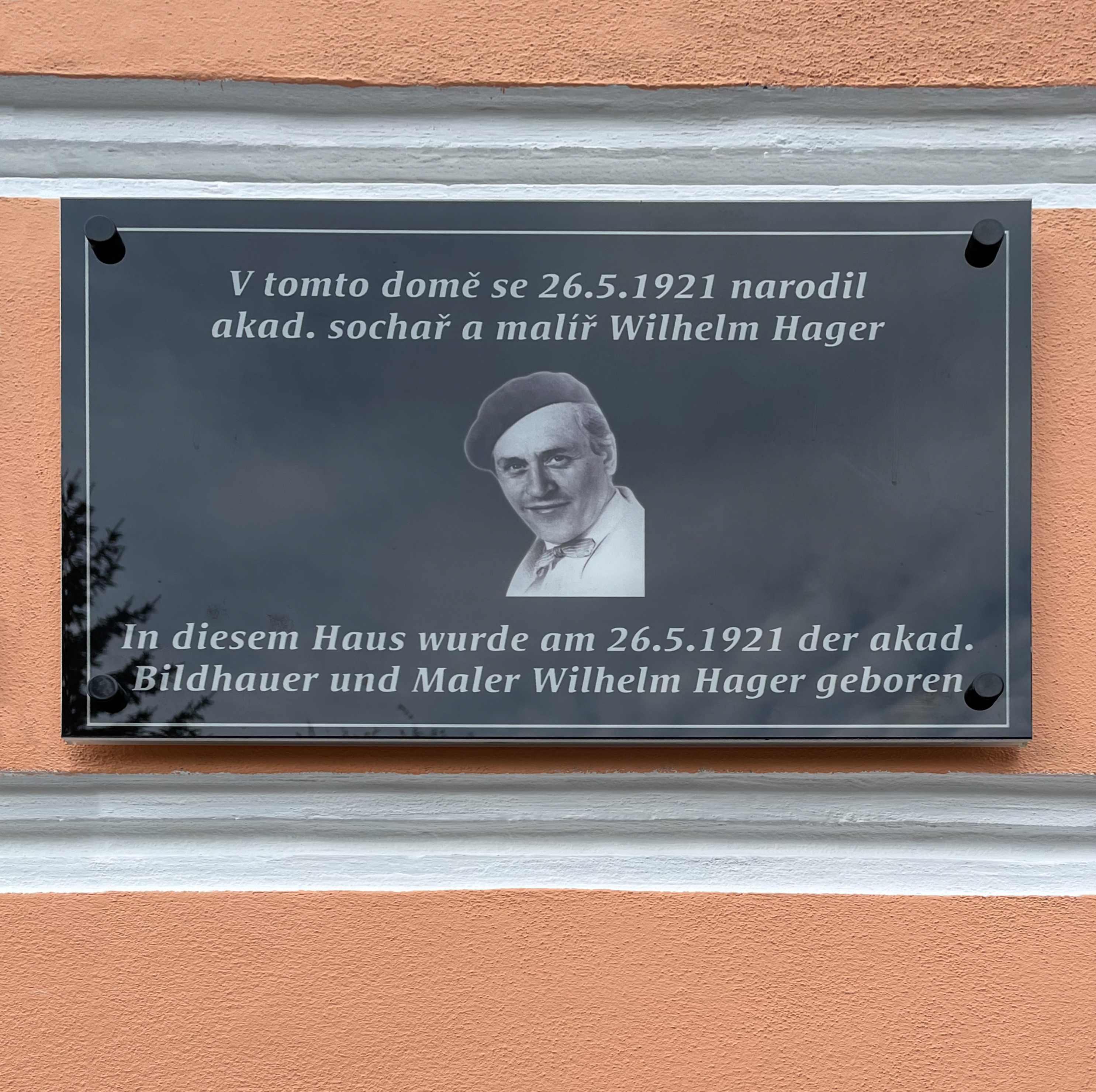
Pamětní deska
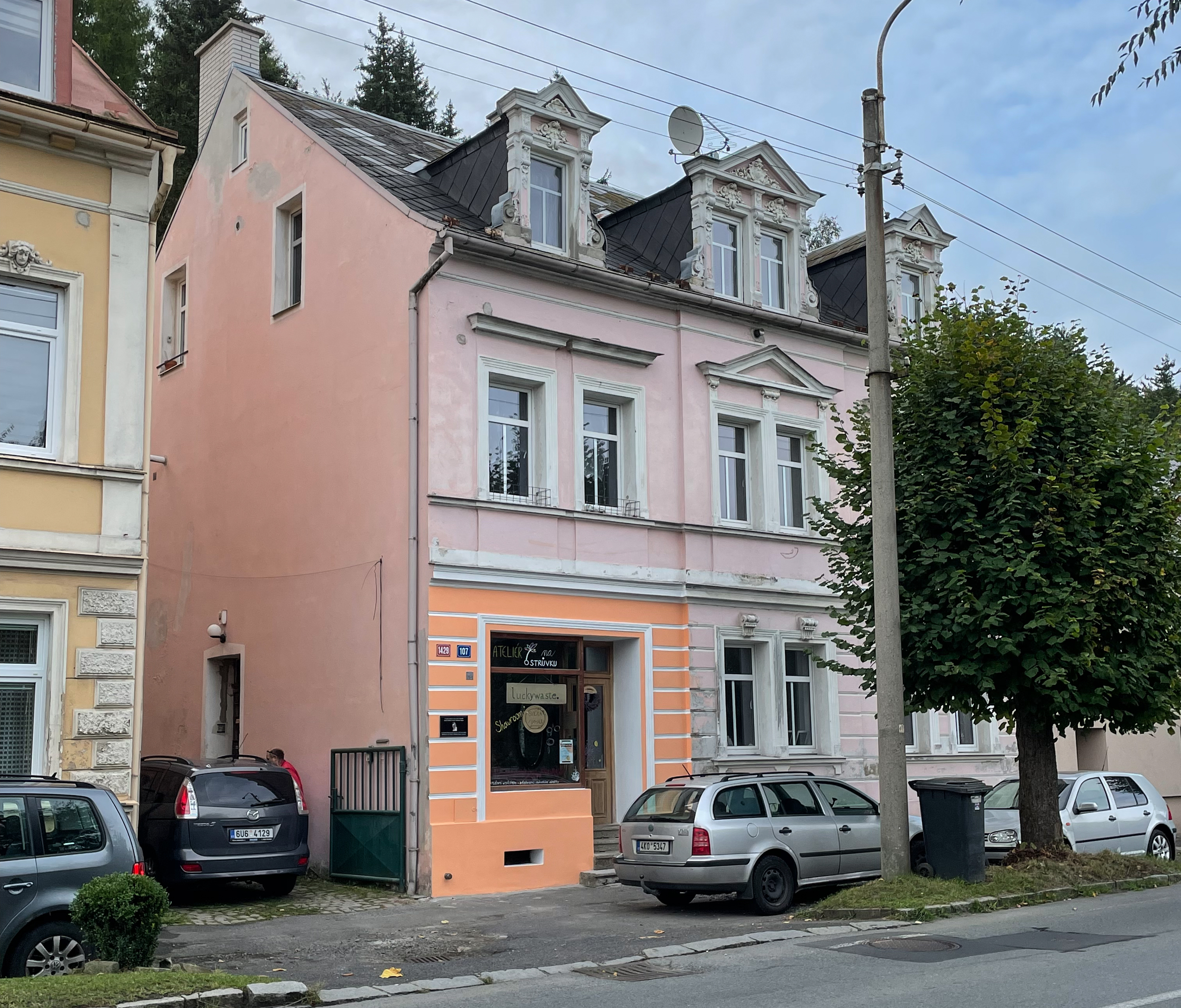
Rodný dům
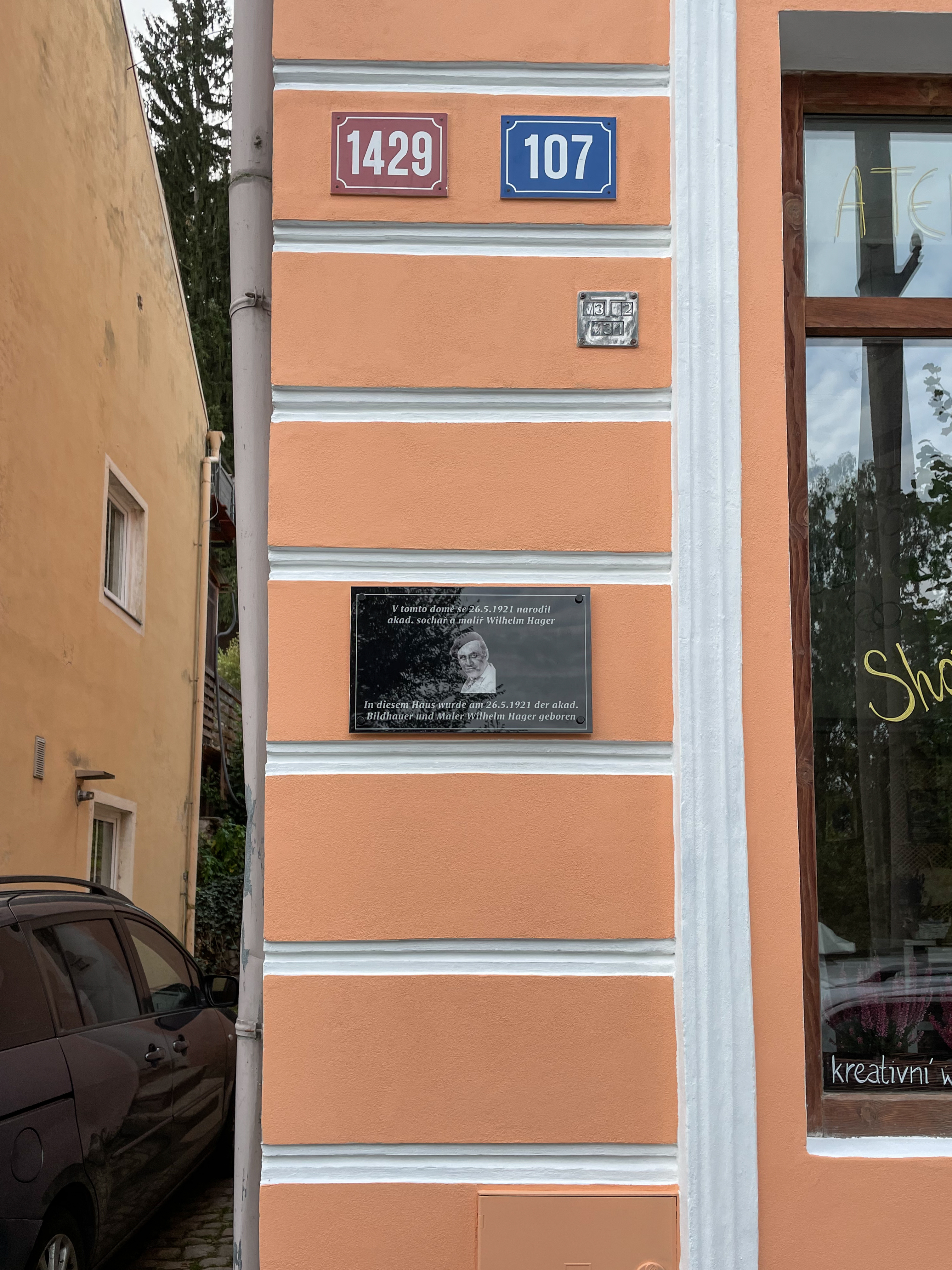
Pamětní deska
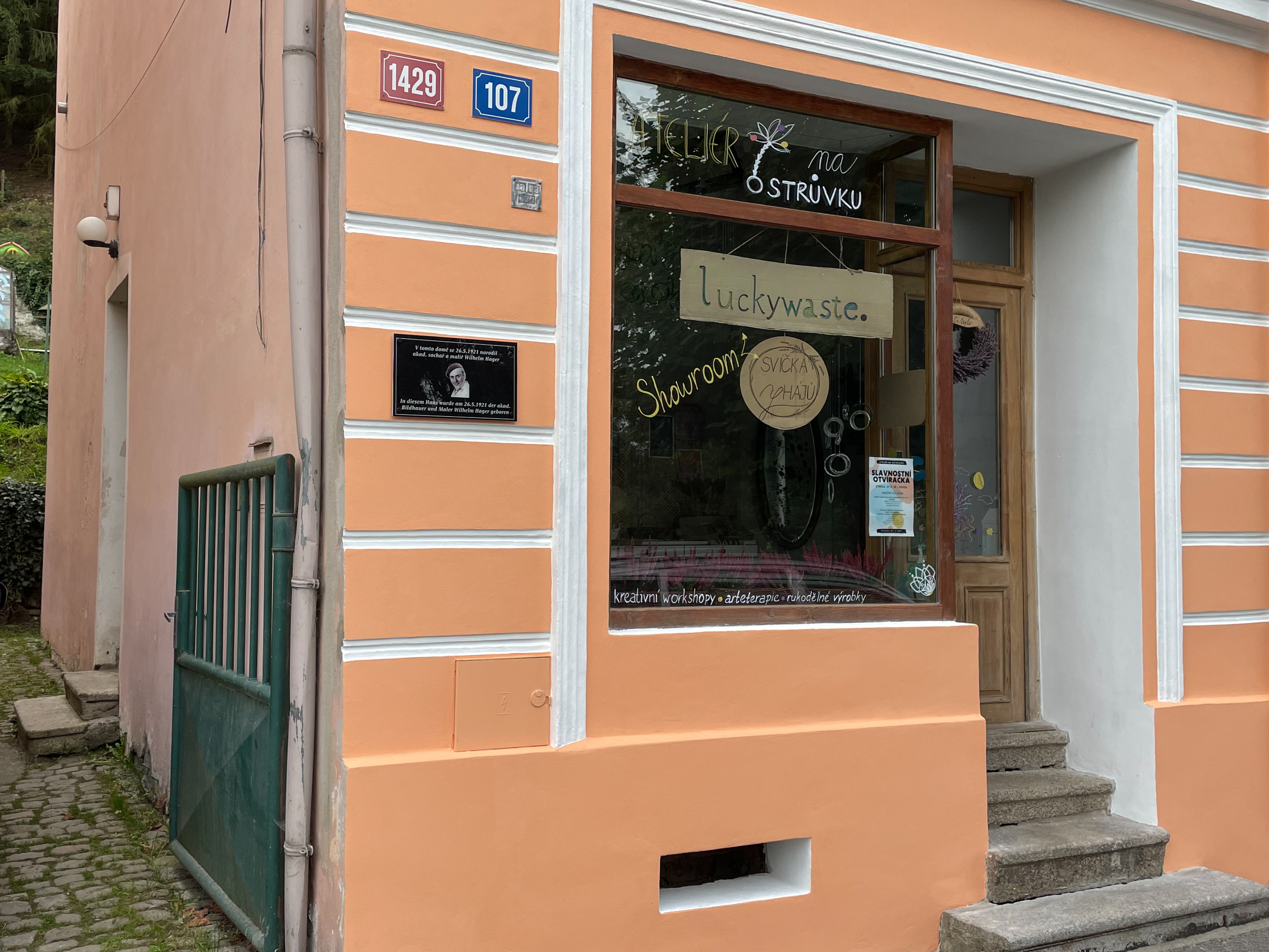
Severní nároží domu
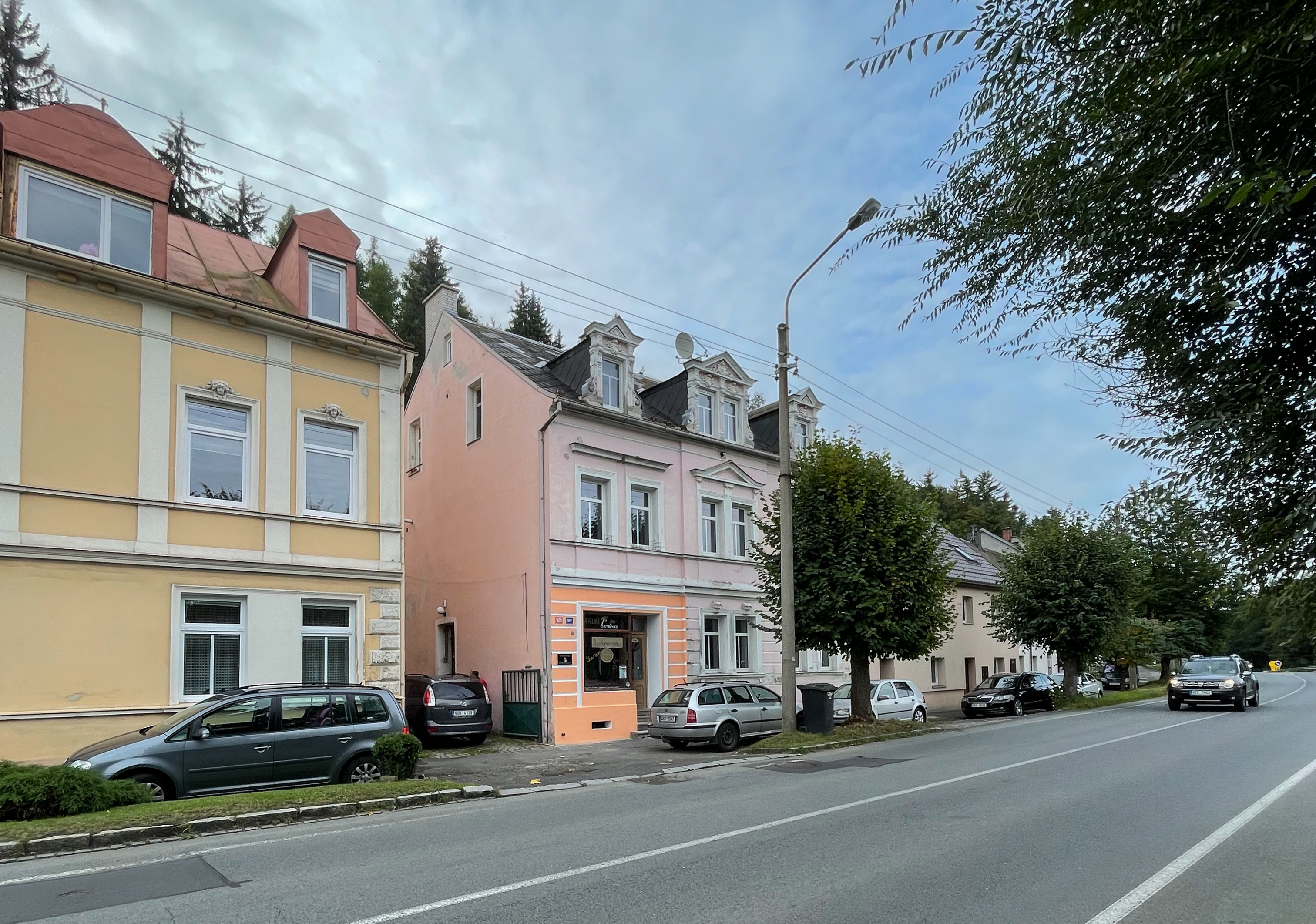
Plzeňská ulice, pohled na dům od severovýchodu
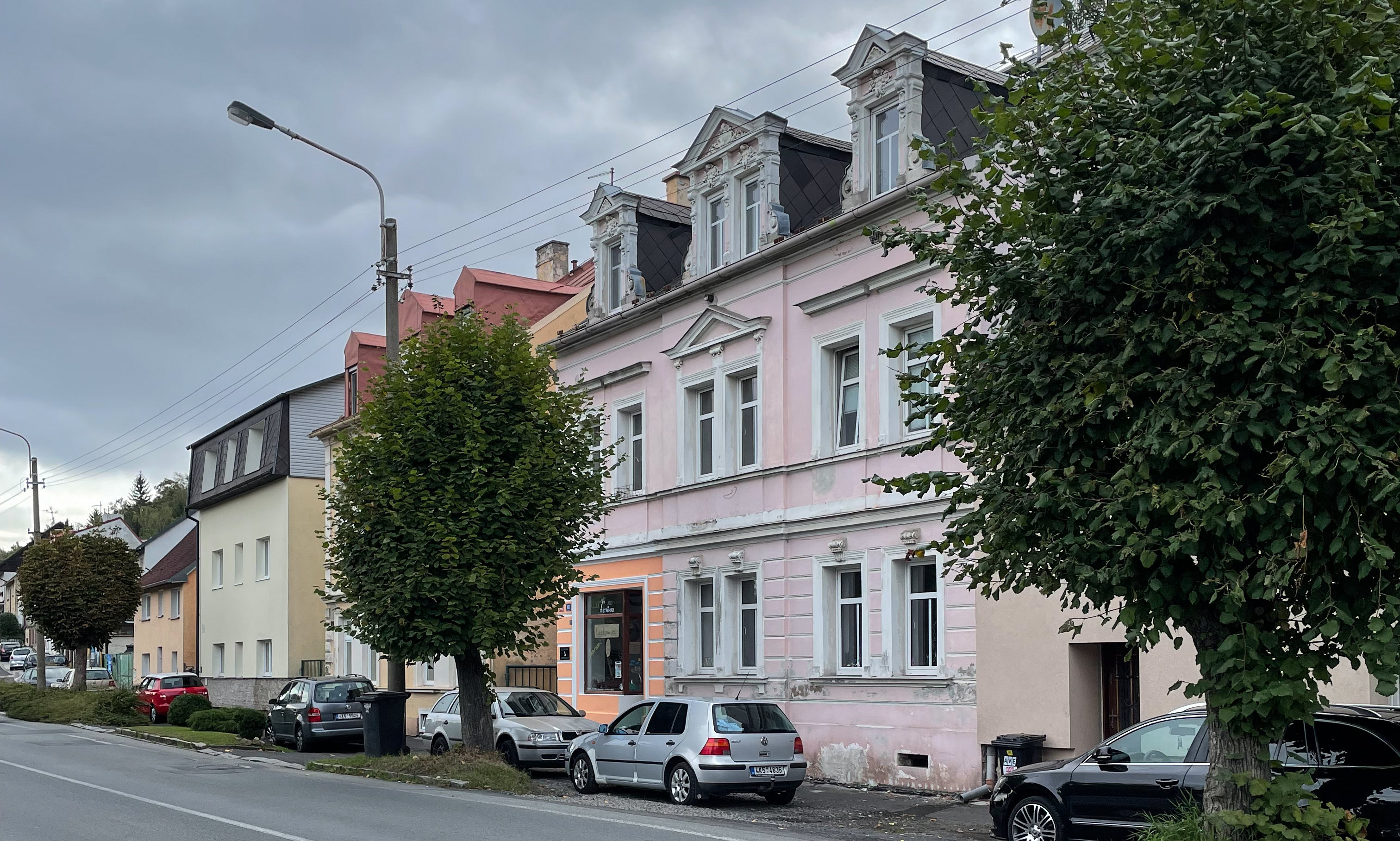
Pohled na dům od západu